# USS Niblack (DD-424)
USS Niblack (DD-424) là một tàu khu trục lớp Gleaves được Hải quân Hoa Kỳ chế tạo trong Chiến tranh Thế giới thứ hai. Nó là chiếc tàu chiến Hoa Kỳ đầu tiên tấn công một tàu chiến Đức trước chiến tranh, rồi tham gia suốt Thế Chiến II, sống sót qua cuộc xung đột, ngừng hoạt động năm 1946 và bị tháo dỡ năm 1973. Nó là chiếc tàu chiến duy nhất của Hải quân Hoa Kỳ được đặt theo tên Phó đô đốc Albert Parker Niblack (1859-1929), người chỉ huy Lực lượng Hải quân Hoa Kỳ tại Châu Âu trong những năm 1921-1922.

## Thiết kế và chế tạo
Niblack được chế tạo tại xưởng tàu của hãng Bath Iron Works Corp. ở Bath, Maine. Nó được đặt lườn vào ngày 8 tháng 8 năm 1938; được hạ thủy vào ngày 18 tháng 5 năm 1940, và được đỡ đầu bởi bà Albert P. Niblack, vợ góa đô đốc Niblack. Con tàu được cho nhập biên chế cùng Hải quân Hoa Kỳ vào ngày 1 tháng 8 năm 1940 dưới quyền chỉ huy của Thiếu tá Hải quân E. R. Durgin.

## Lịch sử hoạt động

### Vận tải Đại Tây Dương
Sau khi hoàn tất việc chạy thử máy và huấn luyện tại vùng biển Caribe, Niblack thực hiện chuyến hộ tống vận tải đầu tiên đến Argentia, Newfoundland. Vào tháng 7 năm 1940, nó hộ tống việc vận chuyển một lực lượng đặc nhiệm đổ bộ binh lính Hoa Kỳ đến chiếm đóng Iceland. Tuy nhiên, trước khi việc đổ bộ thực sự diễn ra, nó tiến hành trinh sát tiền trạm. Vào ngày 10 tháng 4 năm 1941, đang khi gần bờ biển, nó cứu vớt ba xuồng chở đầy thủy thủ đoàn của một tàu buôn bị đắm do trúng ngư lôi đối phương. Khi chính chiếc tàu ngầm Đức bị phát hiện đang chuẩn bị tấn công, vị tư lệnh đội khu trục ra lệnh tấn công bằng mìn sâu vốn đã đánh đuổi chiếc U-boat đối phương. Trận chiến không đổ máu này trở thành hành động thù địch đầu tiên giữa Hoa Kỳ và Đức trong Thế Chiến II. Đến ngày 1 tháng 7 năm 1941, nó khởi hành từ Argentia cùng lực lượng chiếm đóng, đến nơi vào ngày 7 tháng 7.
Niblack tiếp tục làm nhiệm vụ hộ tống vận tải, cùng với bốn tàu khu trục khác hộ tống một đoàn tàu vận tải nhanh vượt Đại Tây Dương. Vào ngày 31 tháng 10, một tàu ngầm U-boat đã phóng ngư lôi đánh trúng tàu khu trục USS Reuben James (DD-245), khiến nó vỡ làm đôi và đắm, với chỉ có 44 người sống sót được cứu vớt; đây là chiếc tàu chiến Hoa Kỳ đầu tiên bị mất trong Thế Chiến II.
Sau khi Hải quân Đế quốc Nhật Bản bất ngờ tấn công Trân Châu Cảng vào ngày 7 tháng 12 năm 1941 thúc đẩy Hoa Kỳ chính thức tham chiến, Niblack tiếp tục hộ tống các đoàn tàu vận tải vượt Bắc Đại Tây Dương đến Reykjavík, Iceland, Derry, Bắc Ireland và Greenock, Scotland. Vào tháng 7 năm 1942, nó tạm thời được chuyển sang vùng biển Caribe làm nhiệm vụ vào lúc cao trào của các chiến dịch U-boat tại đây, trước khi quay trở lại Bắc Đại Tây Dương vào tháng 8. Đến tháng 11, nó hộ tống đoàn tàu vận tải tiếp liệu đầu tiên đi sang Casablanca sau khi diễn ra Chiến dịch Torch, cuộc đổ bộ của lực lượng Đồng Minh lên bờ biển Maroc. Chiếc tàu khu trục sau đó làm nhiệm vụ hộ tống vận tải ven biển, cho đến khi khởi hành vào đầu tháng 5 năm 1943 để đi sang Mers-el-Kébir, Algérie.

### Địa Trung Hải, 1943–1944
Khi diễn ra Chiến dịch Husky, cuộc đổ bộ của lực lượng Đồng Minh lên đảo Sicily thuộc Ý, Niblack làm nhiệm vụ hộ tống và bảo vệ cho hoạt động rải mìn gần Gela. Nó hộ tống các  tàu chở quân đi đến cảng Syracuse một ngày sau khi binh lính Anh chiếm được thành phố này. Trong trận này, tàu phóng lôi Đức đã tấn công Niblack và PC-556 dưới sự che chở của một màn khói ngụy trang. Các tàu chiến Hoa Kỳ đã đánh đuổi những chiếc E-boat đối phương bằng hải pháo, sau khi chúng phóng ba quả ngư lôi nhưng trượt và trúng vào gần đê chắn sóng của cảng.
Niblack tiếp tục hỗ trợ cho cuộc tiến quân của lực lượng Đồng Minh băng qua Sicily, tiến vào cảng Palermo sau khi nơi này bị chiếm đóng. Không lâu sau khi quân Đức bị đánh bại phải rút lui qua eo biển Messina, Niblack cùng các tàu tuần dương USS Boise (CL-47), USS Philadelphia (CL-41) và các tàu khu trục USS Gleaves (DD-423), USS Plunkett (DD-431) và USS Benson (DD-421) khởi hành từ Palermo trong đêm 17-18 tháng 8 năm 1943, và di chuyển với tốc độ cao đến vùng bờ biển nước Ý cho cuộc bắn phá đầu tiên lên lục địa Ý của lực lượng Hải quân Hoa Kỳ.
Niblack tham gia chiến dịch đổ bộ lên Salerno vào ngày 9 tháng 9, thoạt tiên đảm nhiệm vai trò hộ tống, nhưng khi tình hình trên bờ trở nên tuyệt vọng đã tham gia lực lượng hỗ trợ hỏa lực. Trong các ngày 16-17 tháng 9, nó tiến hành 11 lượt bắn pháo theo yêu cầu, phá hủy nhiều điểm tập trung binh lính và phương tiện đối phương. Sau đó nó hộ tống cho tàu tuần dương Philadelphia, khi diễn ra các cuộc tấn công bởi bom lượn điều khiển bằng vô tuyến của Đức, khiến các tàu tuần dương Philadelphia và USS Savannah (CL-42) bị hư hại. Vào ngày 27 tháng 10, Niblack và tàu tuần dương USS Brooklyn (CL-40) bắn phá các khẩu đội pháo duyên hải đối phương sâu phía sau tuyến đầu tại vịnh Gaeta, Ý, mở đường tiến quân cho lực lượng Đồng Minh trên bộ.
Vào ngày 11 tháng 12, Niblack tham gia cùng HMS Holcombe truy tìm một tàu ngầm U-boat vốn đã đánh trúng nhiều tàu chở hàng ngoài khơi Bizerte một ngày trước đó. Tàu ngầm U-593 lại tấn công trước, làm nổ tung Holcombe bởi một quả ngư lôi dò âm. Niblack đã cứu vớt 90 người sống sót, chuyển họ sang một tàu bệnh viện trong đêm đó. Đang khi chuyển giao, nó phát hiện hỏa lực phòng không từ chiếc tàu ngầm bắn vào một máy bay tuần tra Anh, và đã hướng dẫn cho USS Wainwright (DD-419) và HMS Calpe đi đến hiện trường, nơi họ đánh chìm U-593. Bốn ngày sau, khi một tàu Liberty trúng ngư lôi gần lối ra vào cảng Oran, Niblack và USS Mayo (DD-422) đã truy tìm chiếc tàu ngầm, thu hẹp vùng nghi ngờ cần tìm kiếm trước khi được thay phiên bởi USS Woolsey (DD-437), USS Edison (DD-439) và USS Trippe (DD-403), vốn cuối cùng đã đánh chìm được chiếc U-73.
Sau một tháng hoạt động cùng Lực lượng Đặc nhiệm 86, Niblack được lệnh hỗ trợ cho cuộc đổ bộ lên Anzio. Trong cuộc tấn công này, con tàu đã chỉ huy việc bảo vệ bãi đổ bộ, đánh trả các cuộc tấn công đồng thời bởi máy bay ném bom bổ nhào, máy bay ném ngư lôi, xuồng phóng lôi E-boat và ngư lôi do người điều khiển. Từ ngày 22 đến ngày 29 tháng 1 năm 1944, nó đánh trả những cuộc không kích liên tục của máy bay đối phương, được ghi nhận bắn rơi một chiếc và có thể tiêu diệt thêm hai chiếc khác. Trong một đợt tấn công, hai tàu cùng Đội khu trục 13 của nó đã bị loại khỏi vòng chiến: Plunkett bởi một quả bom 550 lb (250 kg) và Mayo do một quả mìn.
Sang tháng 2, con tàu quay trở về New York cho một đợt đại tu ngắn, rồi quay trở lại khu vực Địa Trung Hải vào tháng 5; khi đối phương bị dồn ép tại Sicily, Bắc Phi và miền Nam nước Ý đã tăng cường các cuộc tấn công bằng tàu ngầm và không quân dọc theo bờ biển châu Phi. Một trong những tàu U-boat táo bạo đã mắc sai lầm khi tấn công vào một đội tìm-diệt vốn vừa kết liễu một tàu U-boat khác. Những tàu chiến Hoa Kỳ này bắt đầu công việc truy tìm chiếc tàu ngầm, nhưng được thay phiên bởi Woolsey, USS Madison (DD-425), Benson, USS Ludlow (DD-438) và Niblack. Niblack phối hợp cùng với Ludlow bắt đầu cuộc truy tìm vào ngày 18 tháng 5. Các máy bay tuần tra Anh đã bắt được tín hiệu radar đối phương lúc 02 giờ 40 phút sáng hôm sau, và Niblack cùng Ludlow lập tức đến nơi điều tra. Thu được tín hiệu sonar, hai chiếc tàu khu trục đã thả tổng cộng 11 quả mìn sâu, buộc chiếc tàu ngầm phải nổi lên mặt nước. Khi nó lặn trở lại, Niblack và Ludlow nổ súng, trong khi những chiếc máy bay ném bom sát bên cạnh. Niblack thả thêm 10 quả mìn sâu, buộc U-960 phải nổi lên lần sau cùng, để lại 20 người sống sót bị bắt làm tù binh trước khi chìm xuống đáy đại dương.
Những tháng mùa Hè 1944 trôi qua với hoạt động huấn luyện dẫn đường máy bay chiến đấu, khi Gleaves và Niblack được chuẩn nhận là những tàu khu trục dẫn đường chiến đấu duy nhất của Đệ bát Hạm đội, hướng dẫn cho những máy bay tiêm kích Anh và Pháp đánh trả các cuộc tấn công dồn dập của máy bay ném bom-ngư lôi Đức nhắm vào các đoàn tàu vận tải Đồng Minh tham gia Chiến dịch Dragoon, cuộc đổ bộ lên miền Nam nước Pháp. Cuộc đổ bộ ban đầu vào ngày 15 tháng 8 chỉ gặp kháng cự nhẹ, và trong nhiều ngày con tàu hoạt động kiểm soát việc dẫn hướng mọi đoàn tàu quay về, chiếm vị trí phòng thủ vòng ngoài vào ban đêm. Vào ngày 20 tháng 8, nó tham gia bảo vệ gần bờ cho USS Quincy (CA-71), USS Nevada (BB-36) và USS Omaha (CL-4) trong cuộc phong tỏa Toulon. Nó thường xuyên chịu đựng hỏa lực từ các khẩu đội pháo phòng thủ duyên hải cỡ lớn bố trí tại St. Mandrier và St. Elmo, thoát được nhiều phát suýt trúng đích.
Sau khi chiếm được Marseille và Toulon, Niblack được điều về Lực lượng Đặc nhiệm 86, và sau đó vào "Flank Force", lực lượng hải quân Đồng Minh hỗ trợ hỏa lực cho Lực lượng Đặc nhiệm Nhảy dù 1 tại khu vực biên giới Pháp-Ý. Trong những ngày từ 4 đến 17 tháng 10 và từ ngày 11 đến ngày 25 tháng 12, con tàu hoàn tất nhiều nhiệm vụ bắn pháo hỗ trợ, hoạt động dưới mối đe dọa thường trực của những xuồng chất thuốc nổ, ngư lôi do người điều khiển, và thủy lôi trôi nổi. Nó đã đánh chìm 43 quả mìn, tiêu diệt một xuồng máy MAS boat và gây hư hại cho bốn chiếc khác trong cảng San Remo, Ý.

### Mặt trận Thái Bình Dương
Niblack sau đó quay trở lại Oran để phục vụ như là soái hạm cho Tư lệnh Hải đội Khu trục 7 trực thuộc Đệ bát Hạm đội, rồi quay trở về Xưởng hải quân Boston vào tháng 2 năm 1945. Sau khi hoạt động cùng nhiều đội chống tàu ngầm khác nhau và như một tàu hộ tống cho một đoàn tàu đi sang Anh vào tháng 4, nó băng qua kênh đào Panama vào ngày 3 tháng 7, và tiếp tục đi đến Trân Châu Cảng ngang qua San Diego. Sau một lượt huấn luyện, và khi xung đột với Nhật Bản kết thúc, nó hộ tống cho lực lượng chiếm đóng đổ bộ lên Sasebo, Nhật Bản vào ngày 22 tháng 9. Nó sau đó hộ tống lực lượng đổ bộ đi đến Matsuyama, và ở lại khu vực Tây Thái Bình Dương trong giai đoạn chiếm đóng.
Niblack được cho xuất biên chế vào tháng 6 năm 1946, và được đưa về Hạm đội Dự bị Đại Tây Dương tại Charleston, South Carolina. Nó sau đó được chuyển đến Philadelphia cho đến khi được rút khỏi danh sách Đăng bạ Hải quân vào ngày 31 tháng 7 năm 1968. Lườn tàu bị bán để tháo dỡ vào ngày 16 tháng 8 năm 1973.

## Phần thưởng
Niblack được tặng thưởng năm Ngôi sao Chiến trận do thành tích phục vụ trong Thế Chiến II.